# Liste der Biografien/Menc
Liste der Biografien |
Portal Biografien |
Personensuche
# |
A |
B |
C |
D |
E |
F |
G |
H |
I |
J |
K |
L |
M |
N |
O |
P |
Q |
R |
S |
T |
U |
V |
W |
X |
Y |
Z |
?
 
Ma |
Mb |
Mc |
Md |
Me |
Mf |
Mg |
Mh |
Mi |
Mj |
Mk |
Ml |
Mm |
Mn |
Mo |
Mp |
Mq |
Mr |
Ms |
Mt |
Mu |
Mv |
Mw |
Mx |
My |
Mz
 
Mea–Mee |
Mef |
Meg |
Meh |
Mei |
Mej |
Mek |
Mel |
Mem |
Men |
Meo |
Mep |
Mer |
Mes |
Met |
Meu |
Mev |
Mew |
Mex |
Mey |
Mez
 
Mena |
Menc |
Mend |
Mene |
Menf |
Meng |
Menh |
Meni |
Menj |
Menk |
Menl |
Menn |
Meno |
Menr |
Mens |
Ment |
Menu |
Menv |
Menw |
Meny |
Menz
Die Liste der Biografien führt alle Personen auf, die in der deutschsprachigen Wikipedia einen Artikel haben. Dieses ist eine Teilliste mit 51 Einträgen von Personen, deren Namen mit den Buchstaben „Menc“ beginnt.

## Menc
- Menc, Miroslav (* 1971), tschechischer Kugelstoßer

### Mence
- Mencel, Hieronymus (1517–1590), deutscher evangelischer Theologe
- Mencel, Jacek (* 1966), polnischer Fußballspieler
- Mencel, Joachim (* 1966), polnischer Jazzmusiker (Piano, Drehleier Komposition)

### Mench
- Menchaca, Diego (* 1994), mexikanischer Automobilrennfahrer
- Menchaca, Marc (* 1975), US-amerikanischer SchauspielerMarc Menchaca (* 1975)

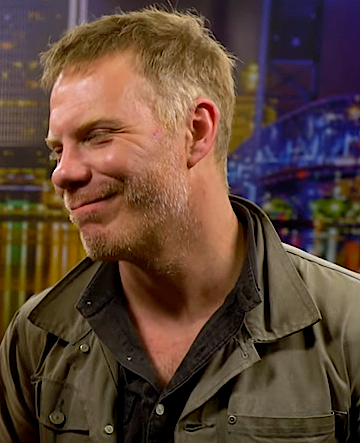
Marc Menchaca (* 1975)

- Menchan, Derek, US-amerikanischer Cellist, Bassist und Hochschullehrer
- Menchari, Alia (* 1958), tunesische Pilotin
- Menchari, Leïla (1927–2020), tunesisch-französische Schaufenstergestalterin
- Menche, Heinz-Eduard (1886–1961), deutscher Konteradmiral im Zweiten Weltkrieg
- Mencheper, Bürgermeister von Heliopolis
- Mencheperre, Hohepriester von Theben
- Mencher, Murray (1898–1991), US-amerikanischer Musiker und Songwriter
- Mencherini, Fernando (1949–1997), italienischer Komponist
- Menchik, Olga (1908–1944), tschechisch-britische Schachmeisterin
- Menchik, Vera (1906–1944), tschechisch-britische Schachweltmeisterin
- Menchon, Eric (* 1965), französischer Koch
- Menchú, Rigoberta (* 1959), guatemaltekische MenschenrechtsaktivistinRigoberta Menchú (* 1959)

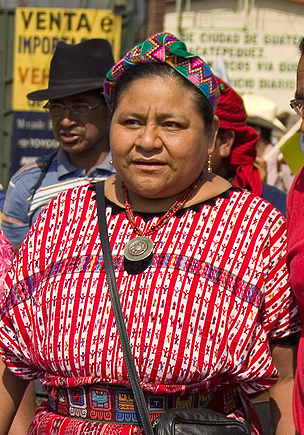
Rigoberta Menchú (* 1959)

### Menci
- Mencia, Carlos (* 1967), US-amerikanischer Komiker und Schauspieler
- Mencía, Ronald (* 2002), kubanischer Hammerwerfer
- Mencinger, Jože (1941–2022), jugoslawischer bzw. slowenischer Ökonom und Politiker

### Menck
- Menck, Clara (1901–1983), deutsche Journalistin
- Menck, Johannes (1845–1919), Maschinenbaufabrikant
- Menck, Matthias, deutscher Toningenieur, House- und Trance-Musikproduzent und DJ
- Menck, Nils (* 1982), deutscher Basketballspieler
- Menck, Stefan (* 1962), deutscher Kinderbuch-Autor
- Mencke, August (1822–1861), deutscher Fotograf
- Mencke, Carl August, deutscher Künstler, Vergolder und Holzbronzefabrikant
- Mencke, Friedrich Felix (1811–1874), Domherr in Münster, preußischer Feldpropst
- Mencke, Friedrich Otto (1708–1754), deutscher Jurist
- Mencke, Gottfried Ludwig der Ältere (1683–1744), deutscher Rechtswissenschaftler
- Mencke, Gottfried Ludwig der Jüngere (1712–1762), deutscher Rechtswissenschaftler
- Mencke, Henrich (1677–1727), deutscher Orgelbauer
- Mencke, Herfried (1944–2022), deutscher Komponist, Organist und Kantor
- Mencke, Johann Burckhardt (1674–1732), deutscher Jurist und Historiker
- Mencke, Johann Caspar Ludwig (1752–1795), deutscher Rechtswissenschaftler
- Mencke, Leonhard Ludwig (1711–1762), deutscher Jurist
- Mencke, Lüder (1658–1726), deutscher Jurist
- Mencke, Otto (1644–1707), deutscher Gelehrter
- Mencke, Rudolf (1843–1918), deutscher Jurist, Präsident des Landgerichts Wiesbaden
- Menckel, Philipp (1769–1821), Bürgermeister und Abgeordneter im Fürstentum Waldeck
- Mencken, Anastasius Ludwig (1752–1801), preußischer Verwaltungsreformer
- Mencken, Henry L. (1880–1956), US-amerikanischer Publizist und SchriftstellerHenry L. Mencken (1880–1956)

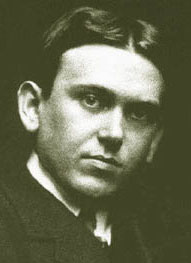
Henry L. Mencken (1880–1956)

- Menckhoff, Carl (1883–1948), deutscher Jagdflieger im Ersten Weltkrieg
- Menckhoff, Friedrich Wilhelm (1789–1866), preußischer Generalleutnant

### Mencl
- Menclová, Dobroslava (1904–1978), tschechische Architektin, Kunsthistorikerin und Burgenforscherin

### Mencu
- Mencuccini, Giulio (* 1946), italienischer Ordensgeistlicher, emeritierter römisch-katholischer Bischof von Sanggau

### Mencz
- Menczel, Iván (1941–2011), ungarischer Fußballspieler und -trainer
- Menczel, Philipp (1872–1941), österreichischer Advokat in Czernowitz
- Menczer, Aron (1917–1943), österreichischer Leiter der Wiener Jugendalijah
- Menczer, Erico (1926–2012), italienischer Kameramann